# Altes Kurhaus Wiesbaden

Das Alte Kurhaus

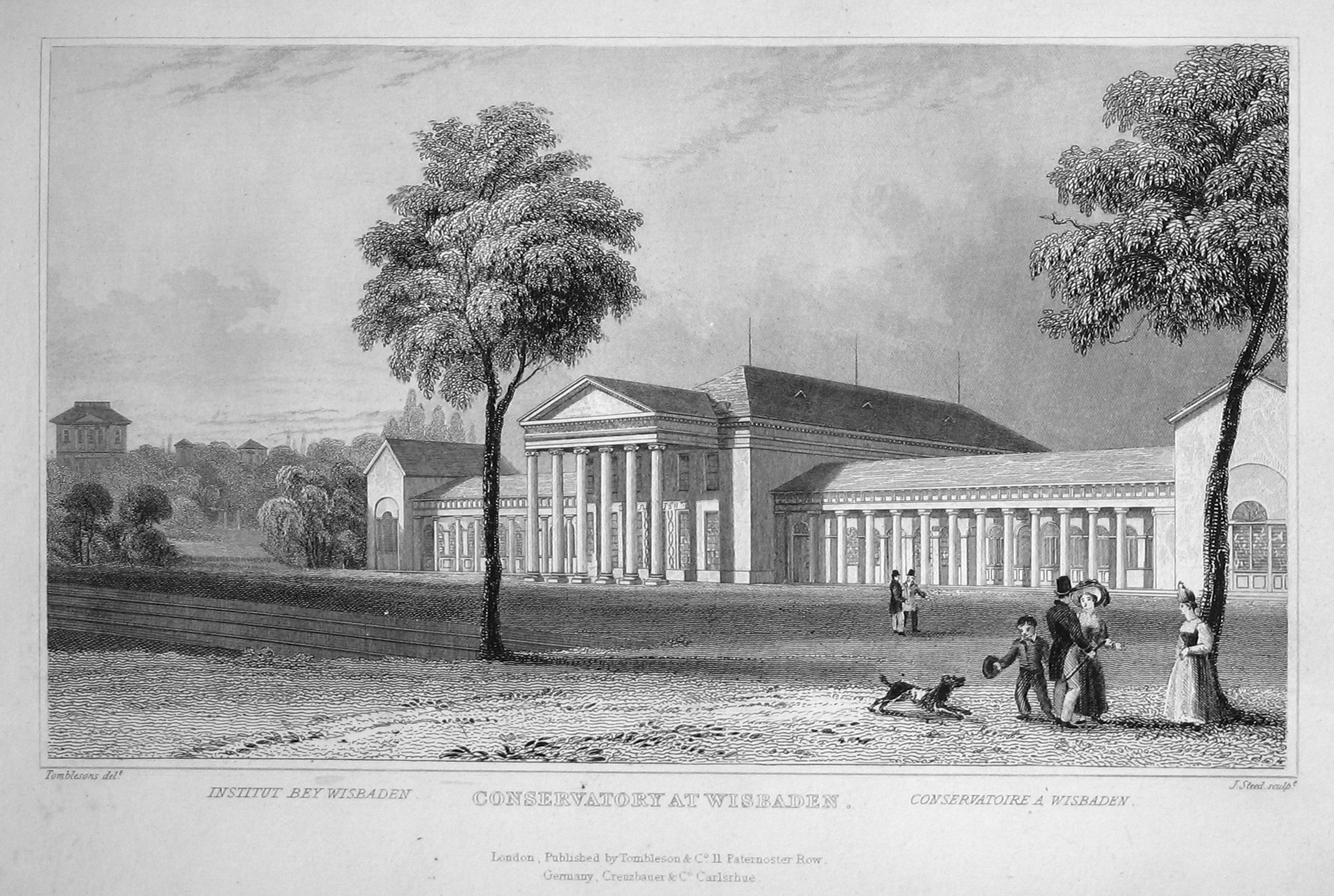
Das Alte Kurhaus, Stahlstich von William Tombleson (um 1840)

Das Alte Kurhaus war ein Gesellschaftshaus in Wiesbaden, das von 1810 bis zu seinem Abriss im Jahr 1904 existierte, der zum Bau des neuen Kurhauses an gleicher Stelle führte.

## Geschichte

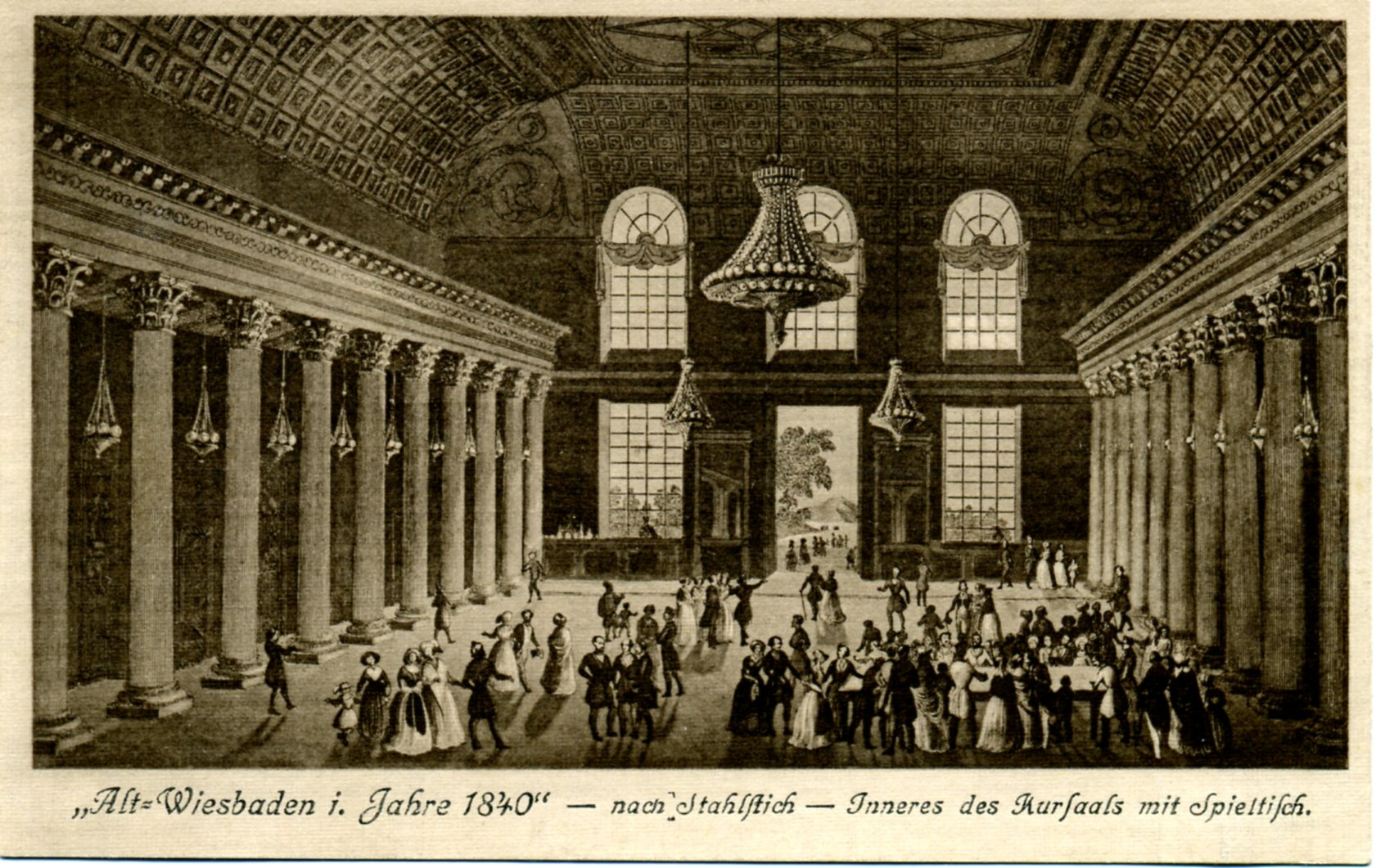
Innenansicht des Alten Kurhauses in Wiesbaden ca. 1840

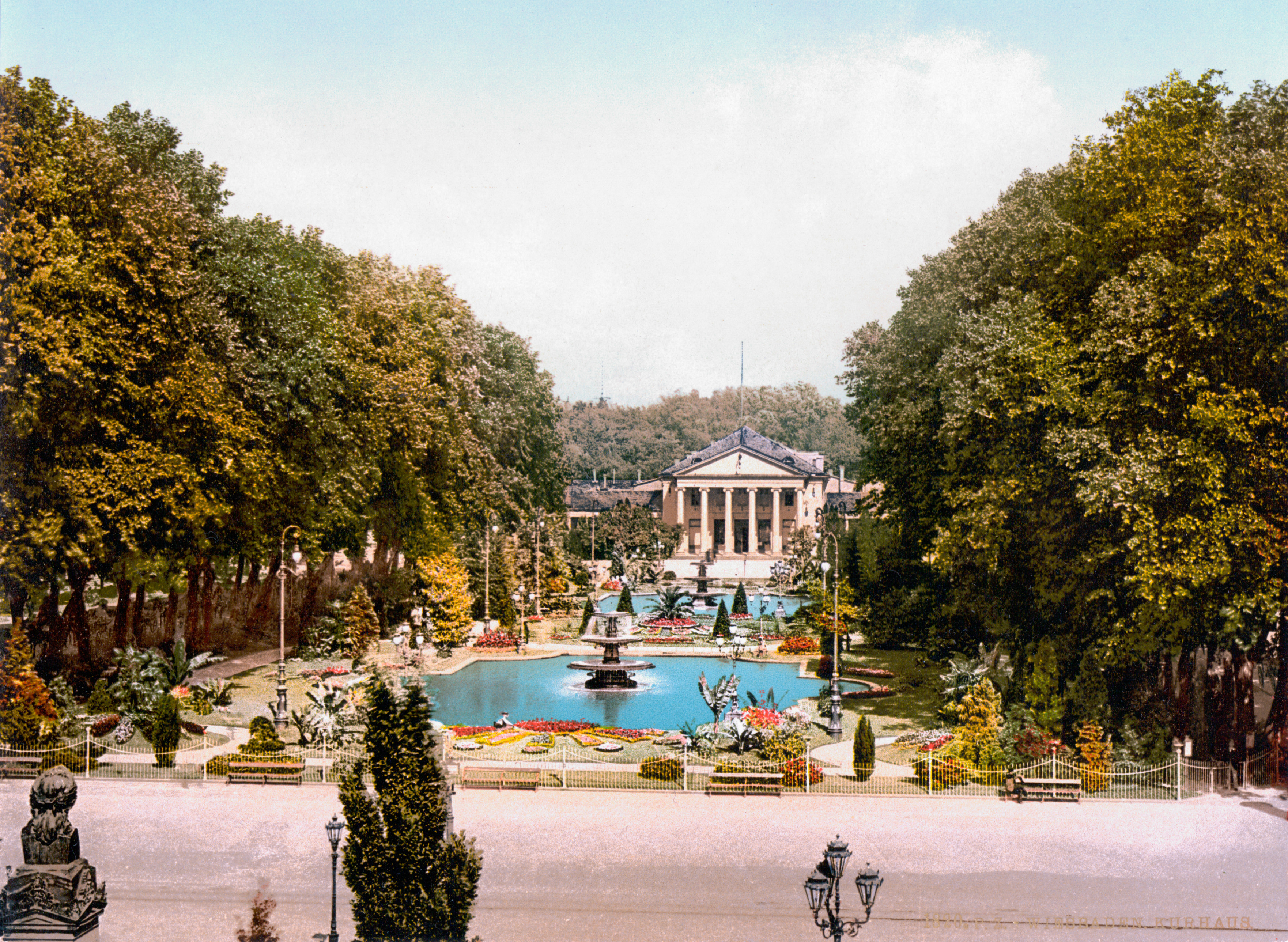
Das Alte Kurhaus, um 1900

Nachdem Nassau im Jahr 1806 durch die Rheinbundsakte vergrößert und zum Herzogtum erhoben worden war, wurde Wiesbaden Hauptstadt des südlichen Regierungsbezirks. Viele Beamte und andere Neubürger zogen zu, so dass sich die Einwohnerzahl zwischen 1803 und 1815 auf 4000 verdoppelt hatte. Wiesbaden sollte deshalb zu einem repräsentativen Regierungssitz ausgebaut werden. Zudem hatten seit Mitte des 18. Jahrhunderts immer wieder die Betreiber der Bäder in Wiesbaden die Errichtung eines „Vergnügungssaals“ angeregt. Herzog Friedrich August von Nassau-Usingen und Fürst Friedrich Wilhelm von Nassau Weilburg, die den Staat Nassau gemeinsam regierten, genehmigten im November 1807 den durch die Ausgabe von Aktien zu finanzierenden Bau eines Gesellschaftshauses.
Das zu errichtende Gebäude sollte außerhalb der Stadt am Ende einer Promenade liegen, die wiederum in der Nähe einer Straße liegen sollte, die nach Frankfurt führt, denn von dort kamen die meisten Kurgäste.
Der Architekt Christian Zais erhielt im Jahr 1807 den Auftrag für die Planung und den Bau des Kurhauses. Die Grundsteinlegung fand am 21. April 1808 statt; das Kurhaus wurde am 31. Mai 1810 eröffnet. Die Baukosten betrugen laut Schlussrechnung 149.691 Gulden; damit war die ursprünglich angesetzte Summe von 100.000 Gulden deutlich überschritten worden.
Um das Kurhaus zu erschließen und eine Verbindung zwischen dem Sonnenberger Tor (heutige Lage der Webergasse) und dem Mainzer Tor (heute Kirchgasse) zu schaffen, wurde im selben Jahr der Bau einer „Großen Allee“ beschlossen – die heutige Wilhelmstraße. Bis 1812 wurde hinter dem Kurhaus ein Garten mit Weiher angelegt. Nachdem in den 1820er Jahren die Zahl der jährlichen Kurgäste in Wiesbaden immer weiter angestiegen war, errichtete Heinrich Jacob Zengerle 1826 an der Grünanlage vor dem Kurhaus, dem heutigen Bowling Green, die Kurhauskolonnade, in der Läden für die Kurgäste untergebracht wurden. Zu den Kurgästen zählte Johann Wolfgang von Goethe. Er urteilte nach seinem Besuch am 30. Juli 1814 darüber: Dem Freunde der Baukunst wird der große Cursaal sowie die neu angelegten Straßen Vergnügen und Muster gewähren. Diese durch ansehnliche Befreiungen und Zuschüsse von höchsten Behörden entschieden begünstigten Anlagen, zeugen von des Herrn Baudirectors Götz und des Herrn Bauinspectors Zais Talenten und Tätigkeit. Der russische Schriftsteller Fjodor Dostojewski besuchte die Spielbank im Wiesbadener Kurhaus und ließ sich beim Roulettespiel vermutlich zu seinem Roman Der Spieler inspirieren.
In den Jahren 1835 und 1859 erfolgten Erweiterungen und Umbauten am Alten Kurhaus. Teile des Gebäudes wurden aufgestockt, Wirtschaftsgebäude wurden angebaut, und die hinteren Seitenflügel wurden auf die Breite der Kolonnaden erweitert. Dabei wurden auch zahlreiche Veränderungen im Innern vorgenommen.

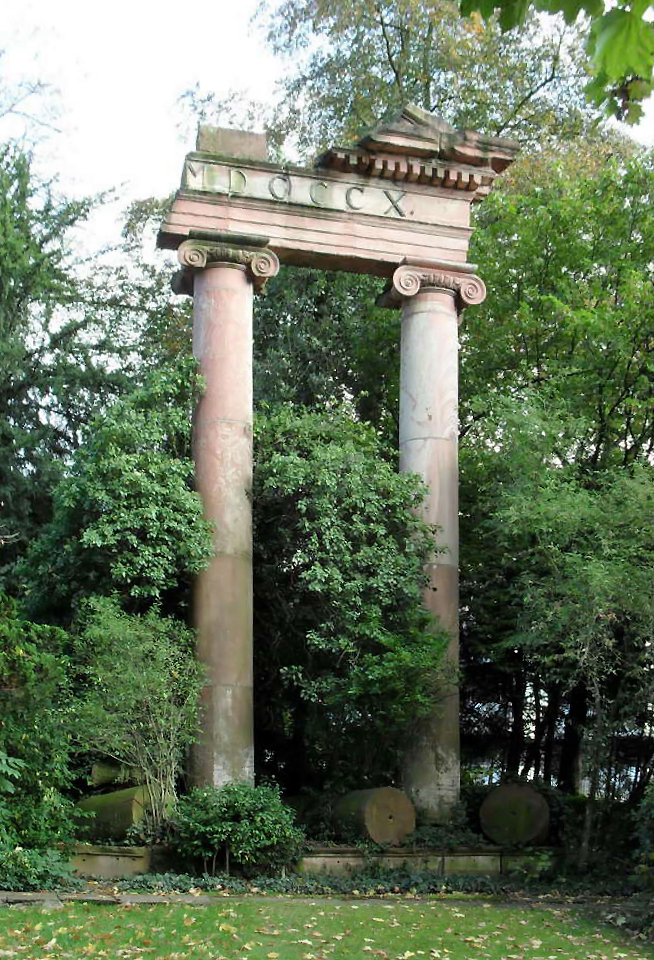
Säulen und Rest vom Portikus des Alten Kurhauses im Kurpark

1873 ging das Alte Kurhaus in den Besitz der Stadt Wiesbaden über. In den 1880er und 1890er Jahren stellte man diverse bauliche Mängel am Gebäude fest; zudem genügte das Gebäude nicht mehr den inzwischen veränderten Anforderungen. Die Einwohnerzahl Wiesbadens hatte sich ebenso wie die Zahl der Kurgäste verzehnfacht, und das bestehende Kurhaus war inzwischen auch zu klein geworden, so dass schließlich der Bau eines neuen Kurhauses beschlossen wurde. 1904 begann der Abriss des Alten Kurhauses. Als Ausweichquartier für die Kurhausveranstaltungen wurde nun das nahegelegene Paulinenschlösschen  genutzt. Bis 1907 wurde an der Stelle des alten Kurhauses das heutige Kurhaus errichtet. Der große Saal des Alten Kurhauses wurde im Neubau als Nachbildung unter Verwendung der originalen Säulen rekonstruiert; ansonsten erinnern an das Alte Kurhaus lediglich zwei Säulen vom Portikus, die im Kurpark aufgestellt wurden. Erhalten ist auch ein Kristallkronleuchter, der heute am Choreingang der Unionskirche in Idstein hängt.

## Architektur
Vorbild für das Alte Kurhaus war das 1803/04 errichtete Schießhaus in Weimar. Nachdem man von einer ursprünglich vorgesehenen Ausführung in Holz abgesehen hatte, war das fertiggestellte Bauwerk außen in hellen Rot- und Grautöne gehalten; Mauern, Gesimse und Giebel waren in einem dem Sandstein angenäherten rötlichen Ton gestrichen. Am Giebel des Portikus befand sich die Inschrift FONTIBUS MATTIACIS MDCCCX. Zur Gartenseite hin hatte das Gebäude einen schmucklosen Mittelrisalit mit Rundbögen und Rechteckfenstern. Der Große Saal, der sich am Festsaal des Weimarer Stadtschlosses und am Weimarer Schießhaussaal orientierte, war seitlich von Galerien flankiert, deren graue Marmorsäulen korinthische Stuckkapitelle trugen.